# Théorème de la raréfaction des nombres premiers
Le théorème de la raréfaction des nombres premiers est un résultat démontré par Adrien-Marie Legendre en 1808. C'est, aujourd'hui, un corollaire du théorème des nombres premiers, conjecturé par Gauss et Legendre dans les années 1790 et démontré un siècle plus tard.
Le résultat énonce que la densité asymptotique de l'ensemble des nombres premiers est nulle, c'est-à-dire que le nombre de nombres premiers inférieurs à n, π(n), est négligeable devant n lorsque n tend vers l'infini, autrement dit que
La preuve initiale utilise les techniques de crible fondées sur le principe d'inclusion-exclusion. L'interprétation est qu'à mesure que n croît, la proportion de nombres premiers parmi les entiers naturels inférieurs à n tend vers zéro, d'où le terme de « raréfaction des nombres premiers ».

## Esquisse d'une preuve élémentaire
On note {\displaystyle P\left(p_{n}\right)=\prod _{i=1}^{n}p_{i}} le produit des {\displaystyle n} premiers nombres premiers. 
On calcule d'une part l'indicatrice d'Euler de {\displaystyle P\left(p_{n}\right)} :
Lemme : Les entiers de l'intervalle {\displaystyle \left[1,P\left(p_{n}\right)\right]} qui ne sont multiples d'aucun des {\displaystyle p_{i}} sont au nombre de {\displaystyle (p_{1}-1)(p_{2}-1)\cdots (p_{n}-1)}, donc leur proportion est {\displaystyle \left(1-{\frac {1}{p_{1}}}\right)\dots \left(1-{\frac {1}{p_{n}}}\right)}.
On prouve d'autre part que {\displaystyle \lim _{n\to \infty }\left(1-{\frac {1}{p_{1}}}\right)\dots \left(1-{\frac {1}{p_{n}}}\right)=0} (par divergence de la série des inverses des nombres premiers ou, plus directement, en utilisant l'expression de la somme d'une série géométrique de raison 1/pk < 1 et la divergence de la série harmonique).
Une petite astuce supplémentaire permet d'en déduire le résultat final.